# 崇仁裘氏民居
崇仁裘氏民居，位于中国福建省光泽县崇仁乡崇仁村，明末清初建。面积1512平方米，大门八字形，抬梁与穿斗混合结构，五进五开间，进门小天井前照壁上额砖雕龙、凤及松、鹤、竹、瓶等图案，木构件雕饰题材丰富。
附属文物裘氏宗祠，清雍正十一年（1733年）建，面积340平方米。砖石构，四柱三间，八字形牌坊式门楼。三进厅，门厅设屏门，顶饰藻井。2009年11月16日公布为第七批福建省文物保护单位。